# Deigné
 (juin 2013).
Si vous disposez d'ouvrages ou d'articles de référence ou si vous connaissez des sites web de qualité traitant du thème abordé ici, merci de compléter l'article en donnant les références utiles à sa vérifiabilité et en les liant à la section « Notes et références ».
Ne doit pas être confondu avec Desnié.
Deigné est un village de la section et commune belge d'Aywaille, située en Région wallonne dans la province de Liège.
Il se trouve au milieu du Vallon des Chantoirs faisant partie de région calcaire de la Calestienne.
Il faisait partie de l'association qui regroupe les plus beaux villages de Wallonie jusqu'en 2013, année où le label lui a été retiré à cause de constructions récentes ayant altéré le caractère originel du village. Il figure néanmoins parmi les douze villages repris dans la brochure Villages de caractère éditée par la Province de Liège.

## Histoire
L'origine du village est très ancienne, on trouve des traces datant de l'époque gallo-romaine. Le nom Deigné signifie certainement « Terre Battue » du wallon deigne. On y a découvert une vieille voie antique Liège-Ardenne et des tombes à incinération. Deigné faisait partie de la Principauté de Stavelot-Malmedy jusqu'à l'invasion française.
Certains auteurs historiens dont les ouvrages datent du XIXe siècle pensent que Deigné fut le chef-lieu d'une place forte Gauloise nommée Estraout ou Strahout ou encore Straout en se référent à la voie antique ainsi qu'à certains lieux-dits comme « dessus la pavée », « dessus la ville » et « straout ». Ces propos sont avant tout tenus pas Ferdinand Hénaux, un historien du milieu du XIXe siècle.
Il fut alors intégré à la commune de Louveigné. À la fusion des communes en 1977, le village fut rattaché à Aywaille.

## Attraction
À Deigné a été aménagé le parc safari du Monde Sauvage.